# Trastmyrpitta
Trastmyrpitta (Myrmothera campanisona) är en fågel i familjen myrpittor inom ordningen tättingar.

## Utbredning och systematik
Trastmyrpitta delas in i sex underarter med följande utbredning:
- Myrmothera campanisona modesta – förekommer vid foten av östra Anderna och i sydöstra Colombia (söder om Meta)
- Myrmothera campanisona dissors – förekommer från östra Colombia till södra Venezuela och nordvästra brasilianska delen av Amazonområdet
- Myrmothera campanisona campanisona – förekommer från sydöstra Venezuela till Guyanaregionen och intilliggande norra Brasilien
- Myrmothera campanisona signata – förekommer i tropiska östra Ecuador och nordöstra Peru (norr om Amazonfloden)
- Myrmothera campanisona minor – förekommer från tropiska östra Peru till nordvästra Bolivia och västra brasilianska delen av Amazonområdet

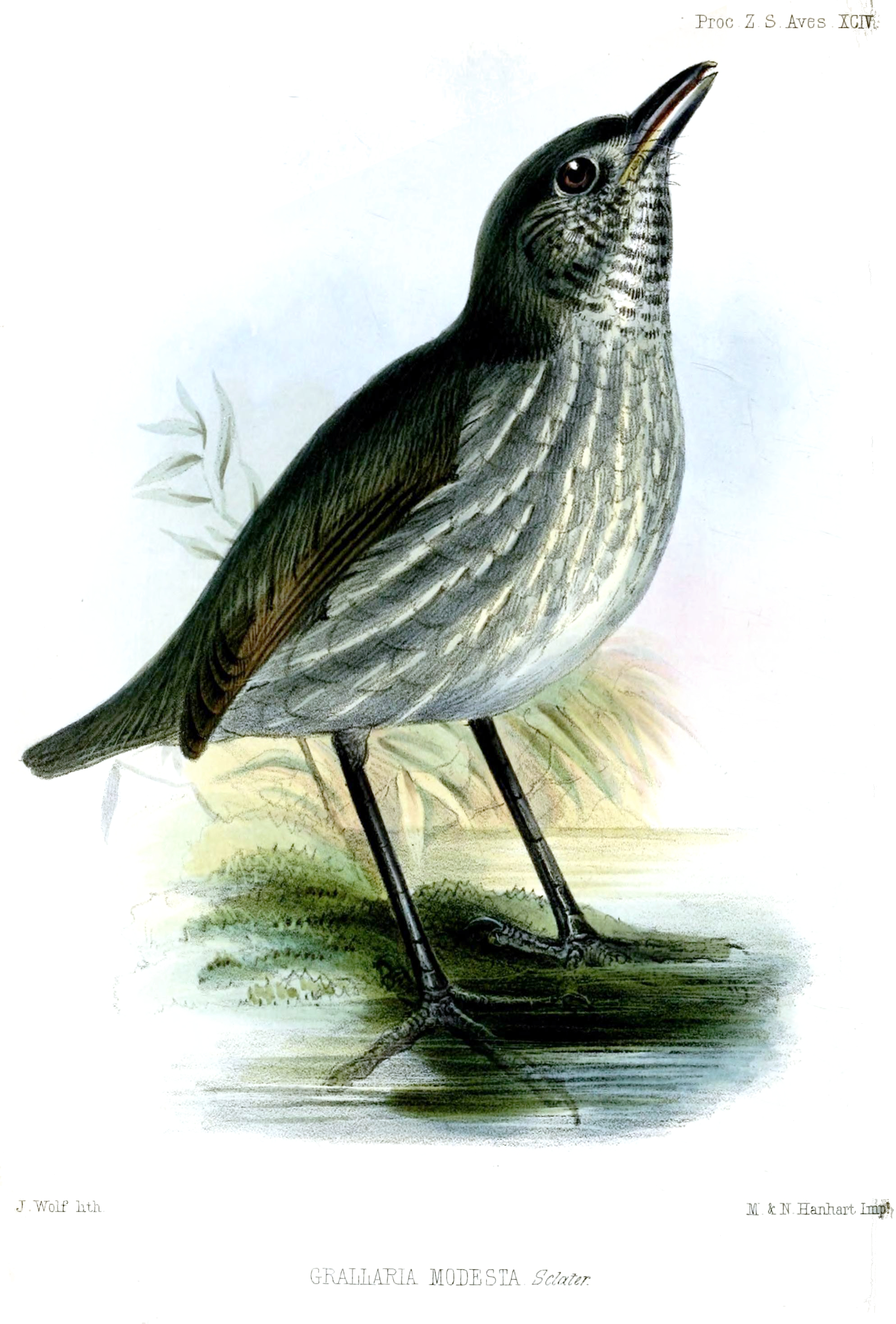
Myrmothera campanisona modesta

Tidigare behandlades tapajósmyrpittan (Myrmothera subcanescens) som en underart till trastmyrpitta.

## Status och hot
Arten har ett stort utbredningsområde, men tros minska i antal, dock inte tillräckligt kraftigt för att den ska betraktas som hotad. Internationella naturvårdsunionen IUCN listar arten som livskraftig (LC).